# Sbieco

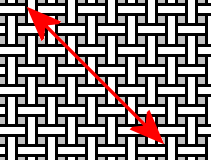
Sbieco o tralice

Lo sbieco (tralice, in alcune regioni italiane) è la direzione, in un tessuto, a 45° rispetto alla direzione dei fili di trama e ordito.
Ogni pezzo di stoffa ha due sbiechi, perpendicolari tra di loro. Nella tela sono gli unici due sensi in cui si può deformare, tirandolo, il tessuto: questa deformazione è il risultato dello scivolamento dei fili di ordito e trama, che perdono la posizione perpendicolare passando a una inclinata. Stoffe come il feltro, il panno lenci o l'alcantara non hanno sbieco, non essendo propriamente tessuti e quindi non composti da trama e ordito. 
Gli abiti, per evitare deformazioni o cedimenti, sono generalmente tagliati in dritto filo, cioè nel senso dell'ordito, o in quello della trama, ma per ottenere effetti particolari di drappeggio ed elasticità possono essere tagliati in sbieco.

## Lo sbieco
Sbieco è anche il nome che indica un profilo di tessuto usato in sartoria per rifiniture e bordi. Consiste in una striscia sottile di un tessuto a tela, leggero e rado solitamente in cotone, tagliata da una pezza a 45°. I due margini del taglio, destro e sinistro, vengono ripiegati verso l'interno e pressati in modo che la piega sia stabile, per evitare future sfilacciature per l'uso o il lavaggio. Questa bordura ha il pregio di adeguarsi, a causa della possibilità di deformazione dello sbieco, a forme non lineari, come scollature, giro manica, bordi arrotondati.
Serve a rifinire orli, mascherare risvolti, coprire sfilacciamenti, viene applicato con due cuciture a macchina o a mano.